# Indywidualne mistrzostwa świata w ice speedwayu
Indywidualne mistrzostwa świata w ice speedwayu – coroczna seria turniejów wyłaniających najlepszych żużlowców w wyścigach na lodzie.

## Medaliści
| 10 rund                                                         |
| --------------------------------------------------------------- |
| Moskwa Moskwa Ufa Ufa Västerås Sztokholm Nässjö Göteborg Avesta |

| 5 rund                          |
| ------------------------------- |
| Leningrad Ufa Ufa Moskwa Moskwa |

| 5 rund                          |
| ------------------------------- |
| Leningrad Moskwa Moskwa Ufa Ufa |

| 4 rundy               |
| --------------------- |
| Ufa Ufa Moskwa Moskwa |

| 4 rundy                  |
| ------------------------ |
| Ufa Ufa Moskwa Leningrad |

| 4 rundy                 |
| ----------------------- |
| Saławat Saławat Ufa Ufa |

| 2 rundy       |
| ------------- |
| Inzell Inzell |

| 2 rundy       |
| ------------- |
| Inzell Inzell |

| 2 rundy       |
| ------------- |
| Moskwa Moskwa |

| 2 rundy     |
| ----------- |
| Assen Assen |

| 2 rundy       |
| ------------- |
| Inzell Inzell |

| 2 rundy     |
| ----------- |
| Assen Assen |

| 2 rundy       |
| ------------- |
| Inzell Inzell |

| 2 rundy         |
| --------------- |
| Kalinin Kalinin |

| 2 rundy     |
| ----------- |
| Assen Assen |

| 2 rundy       |
| ------------- |
| Inzell Inzell |

| 2 rundy             |
| ------------------- |
| Eindhoven Eindhoven |

| 2 rundy       |
| ------------- |
| Moskwa Moskwa |

| 2 rundy     |
| ----------- |
| Assen Assen |

| 2 rundy             |
| ------------------- |
| Sztokholm Sztokholm |

| 2 rundy                         |
| ------------------------------- |
| Berlin Zachodni Berlin Zachodni |

| 2 rundy             |
| ------------------- |
| Eindhoven Eindhoven |

| 2 rundy           |
| ----------------- |
| Ałma-Ata Ałma-Ata |

| 2 rundy           |
| ----------------- |
| Göteborg Göteborg |

| 2 rundy     |
| ----------- |
| Assen Assen |

| 2 rundy                                 |
| --------------------------------------- |
| Frankfurt nad Menem Frankfurt nad Menem |

| 2 rundy         |
| --------------- |
| Sarańsk Sarańsk |

| 10 rund                                                             |
| ------------------------------------------------------------------- |
| Sarańsk Sarańsk Inzell Inzell Ałmaty Ałmaty Assen Assen Hamar Hamar |

| 10 rund                                                                         |
| ------------------------------------------------------------------------------- |
| Krasnogorsk Krasnogorsk Berlin Berlin Warszawa Warszawa Assen Assen Hamar Hamar |

| 10 rund                                                                                                   |
| --- |
| Krasnogorsk Krasnogorsk Frankfurt nad Menem Frankfurt nad Menem Warszawa Warszawa Assen Assen Hamar Hamar |

| 2 rundy     |
| ----------- |
| Assen Assen |

| 10 rund                                                                         |
| ------------------------------------------------------------------------------- |
| Krasnogorsk Krasnogorsk Sarańsk Sarańsk Inzell Inzell Berlin Berlin Assen Assen |

| 12 rund                                                                                   |
| ----------------------------------------------------------------------------------------- |
| Assen Assen Sarańsk Sarańsk Krasnogorsk Krasnogorsk Inzell Inzell Assen Karlstad Karlstad |

| 2 rundy     |
| ----------- |
| Assen Assen |

| 8 rund                                                            |
| ----------------------------------------------------------------- |
| Krasnogorsk Krasnogorsk Sarańsk Sarańsk Assen Assen Berlin Berlin |

| 8 rund                                                                |
| --------------------------------------------------------------------- |
| Jekaterynburg Jekaterynburg Sarańsk Sarańsk Assen Assen Inzell Inzell |

| 6 rund                                    |
| ----------------------------------------- |
| Sarańsk Sarańsk Assen Assen Berlin Berlin |

| 8 rund                                                    |
| --------------------------------------------------------- |
| Krasnogorsk Krasnogorsk Ufa Ufa Assen Assen Berlin Berlin |

| 6 rund                                    |
| ----------------------------------------- |
| Sarańsk Sarańsk Assen Assen Berlin Berlin |

| 4 rundy                     |
| --------------------------- |
| Sarańsk Sarańsk Assen Assen |

| 6 rund                            |
| --------------------------------- |
| Ufa Ufa Assen Assen Berlin Berlin |

| 6 rund                                    |
| ----------------------------------------- |
| Sarańsk Sarańsk Assen Assen Berlin Berlin |

| 8 rund                                                    |
| --------------------------------------------------------- |
| Krasnogorsk Krasnogorsk Ufa Ufa Berlin Berlin Assen Assen |

| 9 rund                                                                  |
| ----------------------------------------------------------------------- |
| Togliatti Togliatti Sarańsk Sarańsk Innsbruck Assen Assen Berlin Berlin |

| 8 rund                                                                |
| --------------------------------------------------------------------- |
| Krasnogorsk Krasnogorsk Togliatti Togliatti Assen Assen Inzell Inzell |

| 8 rund                                                      |
| ----------------------------------------------------------- |
| Krasnogorsk Krasnogorsk Ufa Ufa Assen Assen Uppsala Uppsala |

| 10 rund                                                                               |
| ------------------------------------------------------------------------------------- |
| Krasnogorsk Krasnogorsk Togliatti Togliatti Assen Assen Inzell Inzell Uppsala Uppsala |

| 8 rund                                                                              |
| ----------------------------------------------------------------------------------- |
| Krasnogorsk Krasnogorsk Błagowieszczeńsk Błagowieszczeńsk Assen Assen Inzell Inzell |

| 10 rund                                                                             |
| ----------------------------------------------------------------------------------- |
| Krasnogorsk Krasnogorsk Togliatti Togliatti Ałmaty Ałmaty Assen Assen Inzell Inzell |

| 10 rund                                                                       |
| ----------------------------------------------------------------------------- |
| Krasnogorsk Krasnogorsk Ałmaty Ałmaty Berlin Berlin Assen Assen Inzell Inzell |

| 10 rund                                                                                   |
| ----------------------------------------------------------------------------------------- |
| Togliatti Togliatti Szadrinsk Szadrinsk Ałmaty Ałmaty Berlin Berlin Heerenveen Heerenveen |

| 10 rund                                                                             |
| ----------------------------------------------------------------------------------- |
| Astana Astana Togliatti Togliatti Berlin Berlin Inzell Inzell Heerenveen Heerenveen |

| 10 rund                                                                             |
| ----------------------------------------------------------------------------------- |
| Ałmaty Ałmaty Szadrinsk Szadrinsk Berlin Berlin Inzell Inzell Heerenveen Heerenveen |

| 6 rund                                                |
| ----------------------------------------------------- |
| Ałmaty Ałmaty Togliatti Togliatti Szadrinsk Szadrinsk |

| 2 rundy             |
| ------------------- |
| Togliatti Togliatti |

| 4 rundy                                   |
| ----------------------------------------- |
| Togliatti Togliatti Heerenveen Heerenveen |

| 2 rundy       |
| ------------- |
| Inzell Inzell |

| 4 rundy                             |
| ----------------------------------- |
| Inzell Inzell Heerenveen Heerenveen |

| 4 rundy                             |
| ----------------------------------- |
| Inzell Inzell Heerenveen Heerenveen |

## Klasyfikacja medalowa
Poniższe zestawienia obejmują medalistów począwszy od roku 1966.

### Według zawodników
Stan po sezonie 2025
| Lp. | Zawodnik             | Państwo        | Lata      | Złoto | Srebro | Brąz | Razem |
| --- | -------------------- | -------------- | --------- | ----- | ------ | ---- | ----- |
| 1.  | Nikołaj Krasnikow    | Rosja          | 2004–2012 | 8     | –      | 1    | 9     |
| 2.  | Gabdrachman Kadyrow  | ZSRR           | 1966–1974 | 6     | 1      | 1    | 8     |
| 3.  | Daniił Iwanow        | Rosja          | 2009–2020 | 4     | 5      | 2    | 11    |
| 4.  | Siergiej Tarabańko   | ZSRR           | 1975–1980 | 4     | 1      | –    | 5     |
| 5.  | Martin Haarahiltunen | Szwecja        | 2022–2025 | 4     | –      | –    | 4     |
| 6.  | Aleksandr Bałaszow   | Rosja          | 1993–1999 | 3     | 4      | –    | 7     |
| 6.  | Dmitrij Kołtakow     | Rosja          | 2013–2019 | 3     | 4      | –    | 7     |
| 8.  | Jurij Iwanow         | Rosja          | 1984–1992 | 3     | 2      | 2    | 7     |
| 9.  | Kiriłł Drogalin      | Rosja          | 1997–2001 | 3     | 1      | –    | 4     |
| 10. | Per-Olof Serenius    | Szwecja        | 1982–2002 | 2     | 3      | –    | 5     |
| 11. | Anatolij Bondarienko | ZSRR           | 1978–1983 | 2     | 2      | –    | 4     |
| 12. | Władimir Fadiejew    | Rosja          | 1993–2001 | 2     | 1      | 1    | 4     |
| 13. | Erik Stenlund        | Szwecja        | 1983–1988 | 2     | –      | 2    | 4     |
| 14. | Siergiej Kazakow     | ZSRR           | 1975–1983 | 2     | –      | 1    | 3     |
| 15. | Władimir Suchow      | ZSRR           | 1980–1989 | 1     | 4      | 2    | 7     |
| 16. | Witalij Chomicewicz  | Rosja          | 2003–2008 | 1     | 4      | –    | 5     |
| 17. | Dmitrij Chomicewicz  | Rosja          | 2010–2021 | 1     | 1      | 8    | 10    |
| 18. | Antonín Šváb         | Czechosłowacja | 1966–1972 | 1     | 1      | 1    | 3     |
| 18. | Boris Samorodow      | ZSRR           | 1967–1973 | 1     | 1      | 1    | 3     |
| 18. | Milan Špinka         | Czechosłowacja | 1971–1976 | 1     | 1      | 1    | 3     |
| 21. | Władimir Lubicz      | ZSRR           | 1979–1981 | 1     | 1      | –    | 2     |
| 21. | Jarmo Hirvasoja      | Finlandia      | 1985–1990 | 1     | 1      | –    | 2     |
| 21. | Nikołaj Niszczenko   | ZSRR           | 1989–1990 | 1     | 1      | –    | 2     |
| 24. | Siergiej Iwanow      | ZSRR           | 1988–1991 | 1     | –      | 2    | 3     |
| 24. | Dinar Walejew        | Rosja          | 2019–2021 | 1     | –      | 2    | 3     |
| 26. | Dmitrij Bułankin     | Rosja          | 2004      | 1     | –      | –    | 1     |
| 27. | Władimir Cybrow      | ZSRR           | 1967–1975 | –     | 3      | 2    | 5     |
| 28. | Igor Kononow         | Rosja          | 2011–2021 | –     | 3      | –    | 3     |
| 29. | Franz Zorn           | Austria        | 2000–2023 | –     | 2      | 2    | 4     |
| 30. | Wiaczesław Nikulin   | Rosja · Niemcy | 1994–2002 | –     | 1      | 6    | 7     |
| 31. | Conny Samuelsson     | Szwecja        | 1976–1977 | –     | 1      | 1    | 2     |
| 31. | Jurij Polikarpow     | Rosja          | 1996–2002 | –     | 1      | 1    | 2     |
| 33. | Wiktor Kuzniecow     | ZSRR           | 1966      | –     | 1      | –    | 1     |
| 33. | Wiaczesław Dubinin   | ZSRR           | 1967      | –     | 1      | –    | 1     |
| 33. | Jurij Łombocki       | ZSRR           | 1969      | –     | 1      | –    | 1     |
| 33. | Władimir Czekuszew   | ZSRR           | 1971      | –     | 1      | –    | 1     |
| 33. | Antonín Klatovský    | Czechosłowacja | 1992      | –     | 1      | –    | 1     |
| 33. | Günther Bauer        | Niemcy         | 2003      | –     | 1      | –    | 1     |
| 33. | Junir Baziejew       | Rosja          | 2006      | –     | 1      | –    | 1     |
| 33. | Hans Weber           | Niemcy         | 2022      | –     | 1      | –    | 1     |
| 33. | Max Niedermaier      | Niemcy         | 2024      | –     | 1      | –    | 1     |
| 33. | Niclas Svensson      | Szwecja        | 2025      | –     | 1      | –    | 1     |
| 43. | Władimir Paznikow    | ZSRR           | 1972–1973 | –     | –      | 2    | 2     |
| 43. | Zdeněk Kudrna        | Czechosłowacja | 1977–1979 | –     | –      | 2    | 2     |
| 43. | Anatolij Gładyszew   | ZSRR           | 1978–1981 | –     | –      | 2    | 2     |
| 43. | Michael Lang         | Niemcy         | 1991–1993 | –     | –      | 2    | 2     |
| 43. | Iwan Iwanow          | Rosja          | 2005–2007 | –     | –      | 2    | 2     |
| 48. | Kurt Westlund        | Szwecja        | 1970      | –     | –      | 1    | 1     |
| 48. | Władimir Subbotin    | ZSRR           | 1982      | –     | –      | 1    | 1     |
| 48. | Witalij Russkich     | ZSRR           | 1987      | –     | –      | 1    | 1     |
| 48. | Stefan Svensson      | Szwecja        | 1992      | –     | –      | 1    | 1     |
| 48. | Jari Ahlbom          | Finlandia      | 1997      | –     | –      | 1    | 1     |
| 48. | Władimir Łumpow      | Rosja          | 2003      | –     | –      | 1    | 1     |
| 48. | Michaił Bogdanow     | Rosja          | 2006      | –     | –      | 1    | 1     |
| 48. | Nikita Bogdanow      | Rosja          | 2022      | –     | –      | 1    | 1     |
| 48. | Harald Simon         | Austria        | 2023      | –     | –      | 1    | 1     |
| 48. | Heikki Huusko        | Finlandia      | 2024      | –     | –      | 1    | 1     |
| 48. | Max Koivula          | Finlandia      | 2025      | –     | –      | 1    | 1     |

### Według państw
Stan po sezonie 2025
| Lp. | Państwo        | Złoto | Srebro | Brąz | Razem |
| --- | -------------- | ----- | ------ | ---- | ----- |
| 1.  | Rosja          | 49    | 45     | 41   | 135   |
| 2.  | Szwecja        | 8     | 5      | 5    | 18    |
| 3.  | Czechosłowacja | 2     | 3      | 4    | 9     |
| 4.  | Finlandia      | 1     | 1      | 3    | 5     |
| 5.  | Niemcy         | –     | 4      | 4    | 8     |
| 6.  | Austria        | –     | 2      | 3    | 5     |